# Phê bình sinh thái
Phê bình sinh thái (tiếng Anh: ecocriticism) là ngành nghiên cứu về văn học và môi trường từ quan điểm liên ngành, ở đó các học giả văn học phân tích các văn bản minh họa cho các mối quan tâm về môi trường và khảo sát các cách thức khác nhau qua đó văn học giải quyết chủ đề tự nhiên. Một số nhà phê bình sinh thái tập trung hướng đến những cách giải quyết khả hữu dành cho sự sửa chữa các thực trạng môi trường hiện nay, mặc dù không một nhà phê bình sinh thái nào đồng thuận về mục đích, phương pháp luận và phạm vi của phê bình sinh thái. Ở Mỹ, phê bình sinh thái thường được gắn liền với Hội Nghiên cứu văn học và môi trường (ASLE), đây là nơi gặp gỡ và trao đổi giữa các học giả quan tâm đến các vấn đề về môi trường ở trong văn học. ASLE ấn hành tạp chí liên ngành Nghiên cứu về văn học và môi trường (ISLE).